# 편심성 수축
편심성 수축 또는 신장성 수축(eccentric contraction)은 근육이 늘어나 외부힘의 작용에 저항하는 수축이다. 물건을 내려놓는 경우와 같이 근육을 잡아당기면서 장력을 내는 경우이다. 이 경우 근육에 있는 근섬유는 늘어나더라도 늘어나는 방향과 반대로 수축작용이 일어난다.
그러나 이와는 반대로 동심성 수축 (concentric contraction)인  단축성 수축은 근육이 외부 부하보다 더 큰 장력을 일으키기에 근육이 수축하면서 짧아지는 경우이다. 따라서 장력이 발생하는 방향과 같은 방향으로 근수축이 일어나게 된다.
한편 이러한 편심성 수축과 동심성 수축은 둘다 근수축 형태인 등장성 수축(等張力 收縮 isotonic contraction)이라는 공통점을 가지고 있다.
등장성 수축은   등척성 수축에 비해  근육의 장력은 일정하되 근육의 길이가 변하는 경우로, 물건을 들어올리거나 내려놓는 경우와 같이 손발을 움직이는 힘에 적용될 수 있다.

## 등장성 수축 및  등척성 수축의 예
|                                               |
| A-동심성 수축 , B-편심성 수축 , C-등척성 수축 |

## 같이 보기
- 코어근육운동
- 인체 골격근 목록
- 근육계통
- 협응